# آمبینانیندرانو
آمبینانیندرانو (به لاتین: Ambinanindrano) یک منطقهٔ مسکونی در ماداگاسکار است که در ماهانورو واقع شده‌است. آمبینانیندرانو ۳۴٬۱۴۳ نفر جمعیت دارد.